# Batalla de la montaña Kennesaw
 La Batalla de la Montaña Kennesaw se libró el 27 de junio de 1864, durante la Campaña de Atlanta de la guerra civil estadounidense. Fue el asalto frontal más significativo lanzado por el General Mayor de la Unión William T. Sherman contra el Ejército Confederado de Tennessee bajo el mando del General. Joseph E. Johnston, que terminó en una derrota táctica para las fuerzas de la Unión. Sin embargo, desde el punto de vista estratégico para la confederación, la batalla no logró el resultado que se necesitaba desesperadamente: detener el avance de Sherman sobre Atlanta.

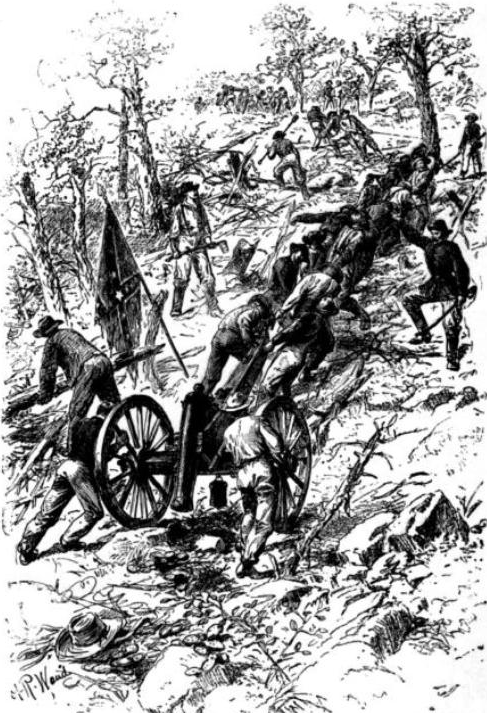
Tropas confederadas arrastrando armas hasta la montaña Kennesaw

La campaña de Sherman de 1864 contra Atlanta, Georgia, se caracterizó inicialmente por una serie de maniobras de flanqueo contra Johnston, cada una de las cuales obligó al ejército confederado a retirarse de posiciones fuertemente fortificadas con bajas mínimas en ambos lados. Después de dos meses y 70 millas (112,7 km) de tales maniobras, el camino de Sherman fue bloqueado por imponentes fortificaciones en la montaña Kennesaw, cerca de Marietta, Georgia, y el general de la Unión optó por cambiar su táctica y ordenó un asalto frontal a gran escala el 27 de junio. comandante general James B. McPherson hizo una finta contra el extremo norte de la montaña Kennesaw, mientras que su cuerpo al mando del Mayor. general John A. Logan asaltó Pigeon Hill en su esquina suroeste. Al mismo tiempo, el Mayor. general George H. Thomas lanzó fuertes ataques contra Cheatham Hill en el centro de la línea confederada. Ambos ataques fueron repelidos con grandes pérdidas, pero una demostración del Gral. general John M. Schofield logró un éxito estratégico al amenazar el flanco izquierdo del ejército confederado, lo que provocó otra retirada confederada hacia Atlanta y la destitución del general Johnston del mando del ejército.

## Antecedentes
En marzo de 1864, Ulysses S. Grant fue ascendido a teniente general y nombrado jefe general del Ejército de la Unión. Ideó una estrategia de múltiples ofensivas simultáneas contra la Confederación, con la esperanza de evitar que cualquiera de los ejércitos rebeldes reforzara a los demás en las líneas interiores . Los dos más importantes de estos fueron por Maj. general el Ejército del Potomac de George G. Meade, acompañado por el propio Grant, que atacaría directamente al ejército de Robert E. Lee y avanzaría hacia la capital confederada de Richmond, Virginia ; y mayor general William T. Sherman, reemplazando a Grant en su rol de comandante de la Division Militar de Missisipi, quien avanzaría desde Chattanooga, Tennessee, hasta Atlanta.
Tanto Grant como Sherman inicialmente tenían objetivos para enfrentarse y destruir los dos ejércitos principales de la Confederación, relegando la captura de importantes ciudades enemigas a un papel secundario de apoyo. Esta fue una estrategia que el presidente Abraham Lincoln había enfatizado durante la guerra, pero Grant fue el primer general que cooperó activamente con ella. Sin embargo, a medida que avanzaban sus campañas, la importancia política de las ciudades de Richmond y Atlanta comenzó a dominar su estrategia. Para 1864, Atlanta era un objetivo crítico. La ciudad de 20.000 habitantes se fundó en la intersección de cuatro importantes líneas de ferrocarril que abastecían a la Confederación y era un arsenal de fabricación militar por derecho propio. El apodo de Atlanta de "Puerta de la ciudad del sur" era apropiado: su captura abriría prácticamente todo el sur profundo a la conquista de la Unión. Las órdenes de Grant a Sherman eran "moverse contra el ejército de Johnston, dividirlo y adentrarse en el interior del país enemigo lo más lejos que pueda, infligiendo todo el daño que pueda contra sus recursos de guerra".
La fuerza de Sherman de unos 100.000 hombres estaba compuesta por tres ejércitos subordinados: el Ejército de Tennessee (el ejército de Grant y más tarde de Sherman de 1862-1863) bajo el mando del Mayor. general James B. McPherson; el Ejército de Cumberland al mando del Mayor. general George H. Thomas; y el Ejército relativamente pequeño de Ohio (compuesto solo por el XXII Corps ) bajo el mando del Mayor. general John M. Schofield . Su principal oponente fue el Ejército Confederado de Tennessee, comandado por el General. Joseph E. Johnston, quien había reemplazado al impopular Braxton Bragg después de su derrota en Chattanooga en noviembre de 1863. El ejército de 50.000 hombres estaba formado por el cuerpo de infantería del teniente general. William J. Hardee, John Bell Hood y Leonidas Polk, y un cuerpo de caballería al mando del Mayor general José Wheeler.

## Campo de Batalla hoy
El sitio de la batalla ahora es parte del Parque del campo de batalla nacional de la Montaña Kennesaw , donde las trincheras deliberadas confederadas en la cima de la montaña y algunos pozos de rifle de la Unión todavía son visibles hoy.
| - Monumento al campo de batalla de la montaña Kennesaw - Cañón del campo de batalla de la montaña Kennesaw - Enfoque del campo de batalla de la montaña Kennesaw - Monumento a Illinois |